# Uncharted 3: Drake's Deception
Uncharted 3: Drake's Deception (в Україні офіційно розповсюджується російськомовна локалізація гри, під назвою Uncharted 3: Иллюзии Дрейка) — відеогра у жанрі action-adventure з виглядом від третьої особи, розроблена американською компанією Naughty Dog ексклюзивно для Sony PlayStation 3. Видана Sony Computer Entertainment, 4 листопада 2011 року, дистриб'ютор в Україні — GameStop.
Гра є продовженням Uncharted 2: Among Thieves. Прославлений мисливець за скарбами Натан Дрейк вирушає в аравійську пустелю, на пошуки легендарного міста Ірам, що також називають «Атлантидою пісків». Разом зі своїм опікуном, вчителем та другом Віктором Саліваном, у пошуках міста він стикається з релігійним культом, долає безліч перешкод, та відвідує багато історичних місць.

## Сюжет
З часу подорожі в Гімалаї минуло два роки. Натан Дрейк і Віктор Салліван зустрічаються в лондонському пабі, щоб обговорити з чоловіком на ім'я Толбот продаж Дрейкового персня. Натан з Віктором виявляють, що Толбот хоче дати їм фальшиві гроші, зав'язується бійка. Їм доводиться зіткнутися зі спільником Толбота Чарлі Каттером, а перстень забирає Кетрін Марлоу. Каттер стріляє в Натана й Віктора.
Дія переноситься на 20 років назад. Натан у віці 15-и років оглядає музей в Картахені в пошуках персня Френсіса Дрейка. Він зауважує молодого Віктора, який працює на Марлоу і планує викрасти перстень. Натана схоплюють Марлоу і її поплічники. Віктор рятує Натана та забирає під свою опіку.
В сучасності виявляється, що бійка в пабі була задумана Дрейком і Салліваном. Насправді Каттер на їхньому боці і все це було влаштовано аби вистежити Марлоу. Їхня подруга Хлоя Фрейзер слідкує за Марлоу, що приводить шукачів пригод до бібліотеки, в якій зберігаються відомості про подорож Френсіса Дрейка на Аравійський півострів у пошуках легендарного міста Убар. Натан здогадується, що підказки до місцезнаходження міста знаходяться в склепах хрестоносців у французькому замку та сирійській цитаделі. Разом з Віктором він вирушає у східну Францію.
У вказаному місці вони виявляють покинутий замок, оточений лісом. В місцевому склепі їм вдається знайти частину амулета, але несподівано прибуває Толбот і забирає її. У замку з'являються величезні павуки та нападають на найманців Толбота, тому ті  тікають, а пізніше підпалюють замок. Ледь врятувавшись із палаючого замку, Натан з Віктором збираються до Сирії, аби завадити Толботу застати зненацька Хлою та Чарлі.
Вони прибувають до Сирії, де зустрічаються з Хлоєю і Каттером. Ті розповідають, що Марлоу є главою таємного ордена, куди входив Френсіс Дрейк, що покладався на страхи ворогів для здобуття влади. Мандрівники знаходять другий склеп і іншу половину амулета, котру також охороняють павуки. Амулет вказує на розташування наступної підказки в Ємені.
Там Натан неохоче звертається за допомогою до своєї дружини Олени Фішер. Вона допомагає знайти підземну гробницю, де сховано відомості про розташування втраченого міста, а павуки знову нападають на шукачів пригод. Коли Натан виходить з гробниці, хтось стріляє в нього дротиком з галюциногеном. Дрейк отямлюється в компанії Марлоу і Толбота. Марлоу показує документи, що стосуються минулого Натана і погрожує оприлюднити їх та зашкодити Олені, якщо той не допоможе знайти Убар. Дрейку вдається втекти та піти у погоню за Толботом, який пішов на пошуки Віктора. Натану майже вдається його наздогнати, але він потрапляє в засідку спільника Толбота, пірата Рамзеса.
Натану вдається вирватися з полону піратів у бухті затонулих кораблів і потрапити на захоплений ними круїзний лайнер, де мав перебувати Віктор. Починається буря. На лайнері Натан розуміє, що друга немає на борту, після чого підриває гранату, чим топить корабель. Рамзес гине, а Дрейка викидає назад на берег у Ємені.
Він розшукує Олену, котра розповідає, що Віктора викрали найманці Марлоу, аби той привів їх в Убар. Натан проникає на літак у місцевому аеропорту, що летить до найманців, згідно інформації Олени, але її саму відмовляє від подальших дій. Дрейка помічають на літаку та під час  перестрілки він розвалюється, а Натан хапається за вантаж з парашутом і приземлюється посеред пустелі. Блукаючи серед пісків і потерпаючи від спраги, Дрейк натрапляє на покинуте місцеве село, де відбивається від найманців та зустрічає бедуїнів, очолюваних Салімом. Той бере його у свій табір у оазисі та розповідає, що за легендою цар Соломон мав владу над джинами, а коли вони підійняли бунт, він ув'язнив їх у мідному глеку і кинув на дно, тому Убар проклято. Салім вирішує завадити лиходіям та разом з Натом нападає на найманців і визволяє Віктора. Але починається піщана буря, Натан з Віктором губляться і опиняються біля брами Убара.
У легендарному місті вони знаходять фонтан і спраглий Дрейк п'є з нього. Раптово туди ж дістаються Толбот з Марлоу, стріляють і вбивають Віктора. Натан бачить, що найманці після смерті перетворюються на вогняних джинів, а на нижніх рівнях міста виявляє Віктора живим. Вони з'ясовують, що глек з джинами отруїв воду, тому місцеві мешканці збожеволіли та місто занепало, а всього, що сталося після того, як Дрейк випив з фонтана, не було. Натан здогадується, що Френсіс Дрейк розшукував саме цей глек за завданням королеви Єлизавети, але вирішив приховати цю річ, боячись її сили. Тим часом Марлоу знаходить і піднімає глек з води. Толбот намагається вбити Натана, Віктор заважає йому та падає у воду, куди за ним пірнає і Дрейк. У воді він стріляє з ракетниці у підйомний кран і ламає його, внаслідок чого глек падає назад у воду. Також з ракетниці Натан стріляє по найманцях і випадково потрапляє у колону. При цьому руйнується центральна колона Убара і місто починає руйнуватися. Коли Марлоу і Толбот зустрічаються з Натаном та  Віктором, підлога під ними провалюється. Марлоу тоне у пісках разом з Дрейковим перснем. Вже біля виходу з міста на мості Толбот нападає на Дрейка і відбувається бійка. Толбот перемагає, але Натана рятує Віктор і Дрейк стріляє та вбиває Толбота. Убар поглинають піски, та Салім приходить на допомогу, встигнувши забрати Натана і Віктора.
За якийсь час обоє повертаються в аеропорт Ємену, де Віктор віддає Натану обручку Олени. Незабаром Олена каже, що шкодує про втрату Дрейкового персня. Натан показує їй обручку зі словами, що «замінив її на щось краще». Всі троє йдуть до нового літака Віктора.

## Розробка

### Хронологія розробки
9 грудня 2010 року видання Entertainment Weekly повідомило про те, що готується третя частина серії Uncharted, назва гри Uncharted 3: Drake's Deception. Пізніше, в той самий день, ця інформація була підтверджена представником студії Naughty Dog в офіційному блозі PlayStation 3. Менеджер по зв'язкам з громадськістю студії, Арн Майер (англ. Arne Meyer), повідомив перші подробиці, а також продемонстрував обкладинку гри.
10 грудня 2010 року було оголошено, що перша публічна демонстрація ігрового процесу гри Uncharted 3: Drake's Deception буде проведена 13 грудня 2010 року в американському телевізійному шоу Late Night with Jimmy Fallon.
11 грудня 2010 року організатор церемонії Video Game Awards Джофф Кінлі (англ. Geoff Keighley) повідомив, що презентація гри на його заході не буде містити комп'ютерну графіку, все відео буде взято з ігрового процесу. Варто зазначити, що в 2009 році, на попередній церемонії VGA була представлена Uncharted 2: Among Thieves — показане тоді відео також було повністю зроблено з уривків ігрового процесу.
11 грудня 2010 року оголошена дата виходу гри  — 1 листопада 2011 року.
11 грудня 2010 року в мережу був викладений запис демонстрації ігрового процесу гри, що пройшов в телевізійному шоу Late Night with Jimmy Fallon.
16 квітня 2011 року на презентації Sony під час виставки E3 в Каліфорнії, представники студії Naughty Dog розкрили подробиці багатокористувацької складової Uncharted 3: Drake's Deception.
У день офіційного анонсу Uncharted 3: Drake's Deception (9 грудня 2010 року) гра відразу ж стала доступною для передзамовлення на сайті Amazon, хоча точна дата її виходу, на той момент, була невідомою.

## Бета-тестування
Багатокористувацьке бета-тестування було поділене на два етапи: 28 червня 2011 року, першими доступ отримали передплатники сервісу PSN Plus та гравці, що оформили передзамовлення на гру inFamous 2; 5 липня 2011 року, другою хвилею, доступ отримали всі користувачі PlayStation Network.
З моменту публічного запуску тестування, гру завантажило більше 1 мільйону користувачів. В останні дні тестування, студія випустила фікс, що виправляє деякі помилки програмного коду, та додає нові режими. Бета-тест закінчився 16 липня 2011 року — в ньому взяли участь 1.53 млн користувачів.